# Cumbres de Curumo
Cumbres de Curumo es una urbanización ubicada en el municipio Baruta, en el Área metropolitana de Caracas, estado Miranda de Venezuela.

## Toponimia
En lengua Caribe, «Curumo» era la palabra con la que la tribu que habitaba en tiempos precolombinos el «Valle de Los Caracas» se refería al Zamuro, el ave más abundante de la zona, por lo que significaría la intención de los urbanizadores en dar a conocer al sector como Las Cumbres del Zamuro.

## Características
Limita al oeste con Santa Mónica (Municipio Libertador) por el norte con Colinas de Santa Mónica (Municipio Libertador) y Colinas de Bello Monte (Municipio Baruta), por el sur con Prados del Este (Municipio Baruta), por el este con Los Campitos (Municipio Baruta), y por el oeste con el Fuerte Tiuna (Zona Militar).

Una zona netamente residencial, con edificios que no sobrepasan los cinco pisos y ubicada en el sureste de Caracas, la comunidad de "Cumbres de Curumo" en los últimos años ha dedicado sus esfuerzos a mejorar sus servicios, especialmente en tres direcciones. Es así que trabajan en la Mesa Alimentaria, la Mesa de Agua y la Mesa de Seguridad... Cumbres de Curumo tiene censados 10 mil habitantes, comienza al Sur, con un Módulo Policial y finaliza al Norte por los alrededores de Los Campitos. Está atravesada por una avenida principal de dos direcciones separadas por una isla. Dicha vía cuenta con una calle de servicios, algo excepcional en la ciudad.

Cumbres de Curumo fue constituida como una urbanización modelo en el año 1957. La misma cuenta con 650 casas, 112 edificios, un templo católico, cinco colegios, cinco parques, un polideportivo y un centro comercial en un área aproximada de 200 000 metros cuadrados.